# Provincia Qazvīn
 Provincia Qazvīn este una din cele 30 provincii ale Iranlui, situată în nord-vestul țării, cu capitala Qazvin. Provincia a fost creată în 1996 prin separarea unei părți din Provincia Zanjan. Provincia are 20 de orașe importante : Qazvin, Takestan, Abeyek, Booin Zahra, Eqhbalieh, Mohammadieh, Alvand, Isfarvadin, Mahmood Abad Nemooneh, Khoram Dasht, Zia Abad, Abhar, Avaj, Shal, Danesfahan, Abgarm, Ardagh, Moallem Kelayeh, Razmian Kouhin și Bidestan care formează patru departemente conținând 18 sectoare, 44 districte rurale și 1542 sate.
1. ↑   https://www.amar.org.ir/english/Iran-at-a-glance/Qazvin Lipsește sau este vid: |title= (ajutor)